# Baalbek
Baalbek (arapski: بعلبك‎) je grad u dolini Bekaa u Libanonu, na sjeverozapadnom obronku planina Antilibanona i istočno od rijeke Litani, oko 85 km sjeveroistočno od Bejruta i 75 km sjeverno od Damaska. Najpoznatiji je po izvrsno sačuvanim ruinama hramova (jedni od najvećih ikada sagrađeni), tada rimskog grada Heliopolisa (grčki: Ἡλιούπολις za "Grad Helija", boga sunca), jednog od najvećih svetišta Carstva. Zbog toga je Baalbek upisan na UNESCO-ov popis mjesta svjetske baštine u Aziji i Oceaniji još 1984. godine.
Danas se svake godine održava Međunarodni festival glazbe u Baalbeku

## Povijest
Podrijetlo grada nije u potpunosti utvrđeno, ali se zna da riječ Baal na feničkom znači "gospodin" ili "vladar", a davao se semitskim nebeskim božanstvima. Stoga Baalbek može značiti "Božanstvo Beka (područje doline u kojoj se nalazi)" ili "Božanstvo grada", ovisno o prijevodu.
Feničanski grad Baalbek je bio malo poljoprivredno naselje i mjesto štovanja feničkog trojstva bogova, a tijekom helenizma (poslije 64. pr. Kr.) postao je poznat kao svetište boga Sunca, Heliopolis. On je doživio svoj vrhunac za vrijeme Rimskog Carstva kada su se tisuće hodočasnika dolazile pomoliti u njegovim kolosalnim hramovima, nastalih u dva stoljeća, a koji su neki od najljepših primjera rimske arhitekture. Neki povjesničari navode kako je plan svetišta vjerojatno plod samog cara Augusta koji je želio uklopiti lokalna vjerovanja u rimsku vjeru kakao bi ostvario jači integritet Carstva. Hodočasnici su se molili romaniziranom trojstvu feničkih nebeskih božanstava Baal-Šamaša (Hadad), Ante (Astarta) i Alina, predstavljenih kao Jupiter, Venera i Merkur.
God. 634. Arapi su osvojili Baalbek i od kamenja s lokaliteta izgrađena je velika džamija na akropoli, koja je kasnije pretvorena u citadelu, te je grad preimenovan u Alkala (arapski za "Utvrda"). Sljedećih stoljeća Baalbekom su vladale razne islamske dinastije koje su namjerno raznosile njegovu građu, dodajući srednjovjekovne građevine, pri čemu im je pomoglo i nekoliko potresa u 12. stoljeću. Većina današnjih utvrda i džamija potječu iz vremena mamelučkog sultana Kalavuna (1282.).
Timur Veliki ga je opustošio 1400. godine, a od 1517. godine je potpao pod osmansku vlast. Od 18. stoljeća ga posjećuju Europljani i njegove ruine su snažno utjecale na stilski pravac neoklasicizam.
Baalbek je stradao tijekom Izraelsko-libanonskog rata 2006. godine kada su Izraelski vojnici, uz podršku helikoptera, napali bolnicu u kojoj su se skrivali pripadnici Hezbolaha koji su oteli dva izraelska vojnika.

## Znamenitosti
Danas se Baalbeška akropola sastoji od ostataka više hramova izvanredne umjetničke i arhitektonske vrijednosti koji svjedoče o stilskoj metamorfozi spoja tračkih i grško-rimskih vjerovanja, ali i spoju rimske arhitekture s već postojećim planom. Rimske građevine su izgrađene preko ranijih ruševina, na uzdignutoj platformi od 24 monolitna kamena, od kojih najteži teži više od 800 tona.
Glavni hram je bio posvećen Jupiteru Heliopotanusu, a imao je 104 (kasnije još 50), 20 metara visoka, granitna korintska stupa (uvezeni iz Asuana u Egiptu) koji su potpuno okruživali celu, te divovsko kamenje terase. Započet je za vrijeme cara Augusta, a dovršen za Nerona, oko 60. godine. Uz njega je spojen Bakhov hram (oko 120. – 25.) s raskošnim i velikim reljefnim ukrasima te portalom s prikazima figura iz Bakhovog djetinjstva. Njih spaja Veliko dvorište iz vremena cara Trajana (98. – 117.) koje je nekad bilo okruženo sa 128 ružićastih granitnih stupova od kojih je ostalo samo šest (ostale je bizantski car Justinijan dao prenijeti u Konstantinopol kako bi se ugradili u Aja Sofiju oko 532. – 37.). Kružni Venerin hram (tolos) iz 3. stoljeća se razlikuje ne samo svojim oblikom već i skladnošću, osobito među megalomanski velikim hramovima. Ukrašeno je raznim motivima školjaka, golubica i drugih simbola koji se povezuju s venerinim kultom. Tijekom bizantske vlasti, ovaj hram je pretvoren u crkvu sv. Barbare.
Sve što je ostalo od slavnog Merkurovog hrama su isklesane kamenite stube na brdu Čeih Abdulah. Odeon se nalazi južno od akropole, u mjestu danas poznatom kao Boustan el Kan, i smatra se jednim od najveličanstvenijih arheoloških lokaliteta na Bliskom istoku.
Akropola se nalazi unutar arapskih zidina, ali zaštićen je i lokalitet između četvrti sjverozapadno od zidina (Boustan el Kan), rimskih građevina i mamelučke džamije Ras-al-Ain.
- Unutrašnjost Bakhovog hrama
- Detalj svoda Bakhovog hrama
- Jupiterov hram 1895.
- Jupiterov hram
- Monolit "Trudnica"

## Gradovi prijatelji
Baalbek ima ugovore o partnerstvu sa sljedećim gradovima:
- Bari, Italija
- Esfahan, Iran
- L'Aquila, Italija
- Zapadna Tračka, Grčka
- Yogyakarta, Indonezija

## Vanjske poveznice
- Panorama hramova u Baalbeku od 360 stupnjeva
- Fotografije
- Arheologija u Baalbeku